# Zdzisław Gabryszewski
Zdzisław Gabryszewski (ur. 18 marca 1930 we Szczarze, zm. 29 sierpnia 2005) – polski inżynier elektryk.

## Życiorys
Maturę zdał w 1950 we Wrocławiu i do 1956 studiował na Wydziale Mechanicznym Politechniki Wrocławskiej, uzyskując tytuł magistra inżyniera mechanika ze specjalnością technologia budowy maszyn. Już w czasie studiów rozpoczął w 1953 pracę w Katedrze Mechaniki Technicznej na stanowisku zastępcy asystenta (od 1954 r. asystenta). Po studiach otrzymał awans na starszego asystentem, a w 1962 obronił stopień doktora nauk technicznych i został mianowany adiunktem. Habilitację uzyskał w 1968 r., a tytuł profesora nadzwyczajnego w 1982 r. W 1994 r. mianowano go na profesora zwyczajnego.
W latach 1966–1976 był kierownikiem Zakładu Teorii Sprężystości i Plastyczności, a ponadto w latach 1970-1972 także zastępcą dyrektora Instytutu Materiałoznawstwa i Mechaniki Technicznej ds. dydaktyki, a potem w latach 1972-1981 i 1984-1987 jego dyrektorem, zaś w latach 1987-1990 dziekanem Wydziału Mechanicznego. W latach 1987–1993 był członkiem Komitetu Mechaniki Polskiej Akademii Nauk.
Zajmował się zależnością chwilowych warunków plastyczności i równaniami konstytutywnymi ciał o granicach zależnych od znaku. Autor ponad 50 prac, 6 skryptów, 1 podręcznika akademickiego oraz promotor 6 doktorów.
Zmarł 29 sierpnia 2005 r.